# Аеродром Ростов на Дону
Међународни аеродром Ростов на Дону-Платов (рус. Международный аэропорт Ростов-на-Дону-Платов; : , : ) је међународни аеродром града Ростова на Дону, смештен 30 km североисточно од њега. Град Новочеркаск је још ближи аеродрому. То је велика ваздушна лука за Русију, која је 2019. године имала промет од преко 3 милиона путника.
На аеродрому је седиште авио-превозника „Азимут”, а аеродром је и авио-база је за неколико авио-превозника: „Азур Ер”, „Победа”, „Росија Ерланјс”, „Ројал Флајт” и „Урал Ерланјс”.
Ростовски аеродром је и један од најмлађих и најсавременијих у Русији, пошто је отворен 2017. године.